# أوبري ديفين
أوبري ديفين (بالإنجليزية: Aubrey Devine)‏ هو محامي أمريكي، ولد في 21 نوفمبر 1897 في دي موين في الولايات المتحدة، وتوفي في 15 ديسمبر 1981.